# 日本航空の労働組合

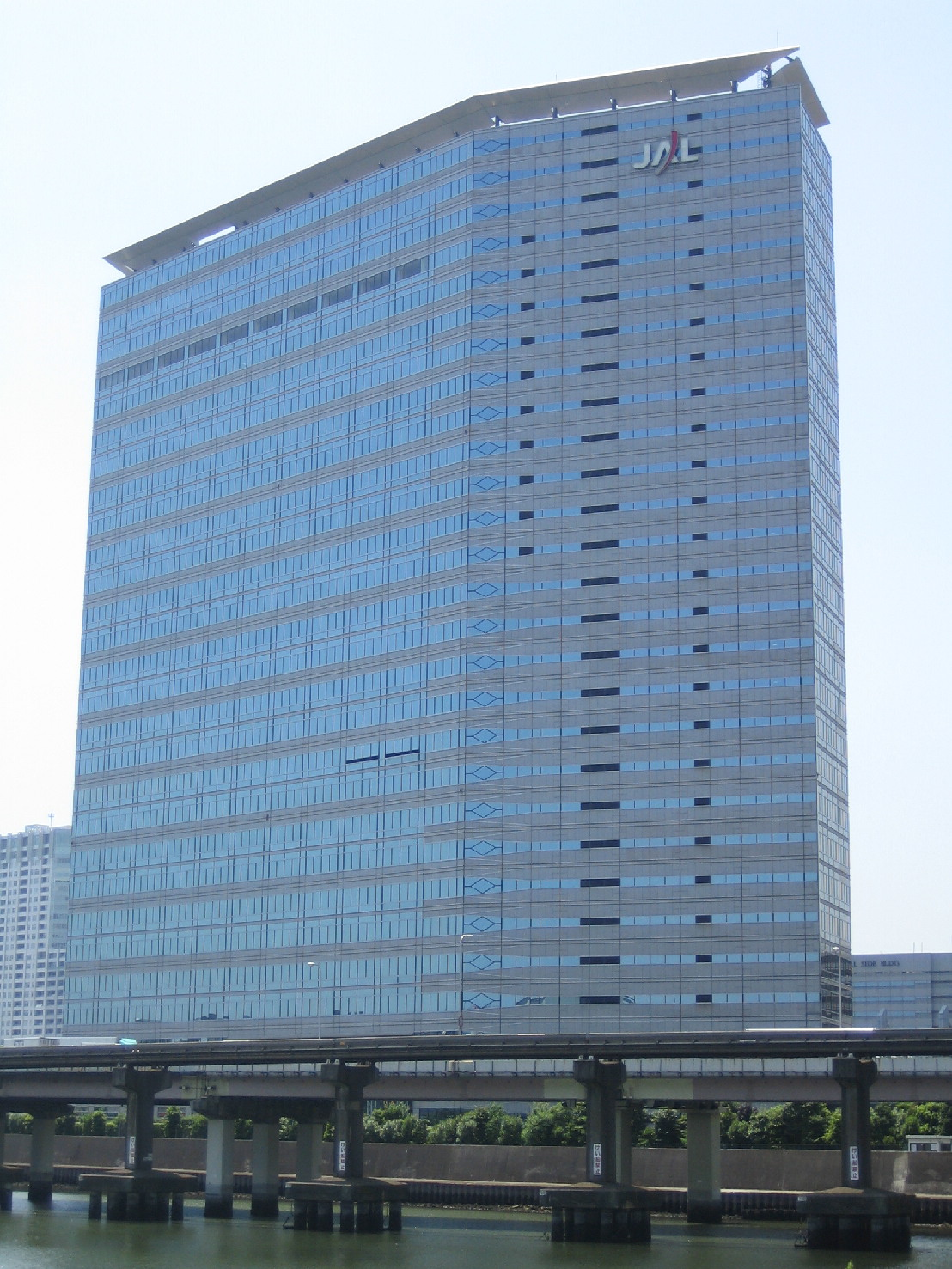
日本航空本社がある野村不動産天王洲ビル（旧JALビルディング）、2006年7月　破綻前なのでロゴ看板が掲げられている

このページでは、日本航空の労働組合（にほんこうくうのろうどうくみあい）について述べる。

## 概要
日本航空株式会社には、地上職や整備職、パイロットや客室乗務員などの職種別9組合を再編した、労使協調系1組合、非会社系3組合の合計4の労働組合がある。

### 労使協調系組合
日本航空インターナショナル（旧日本航空）の会社側労働組合である「JAL労働組合」（JALFIO：JAL Friendship & Improvement Organization、全日本航空労働組合 直訳では「日本航空友好改善機構」）は日本航空インターナショナル最大の労働組合である。従来からあった5組合に対する第二組合「日本航空新労働組合」として1965年に結成、翌1966年に新しく結成された「日本航空民主労働組合」と合同して1969年に「全日本航空労働組合」となったものが改称。連合系の「航空連合」にも加盟している。基本的に労使協調路線を採用しており、“経営状況に反した過度な要求や特定政党との関係構築、ストライキといった行動は取らない”としている。
2005年2月には、それまで経営と労働組合が一定の距離を置いていた日本航空ジャパン（旧日本エアシステム）内に、労使協調路線を採る「オールJALジャパン労働組合（AJLU）」が新設された。なお、同組合はその後日本航空への合併が進んだことを受け、JALFIOに吸収された。
2007年2月、JALFIOが管理職や一部社員から提供されたものを含む、1万人弱の客室乗務員のプライバシーに関する情報（住所や生年月日のほか、思想、信条、病歴、家庭環境、性格、容姿など約150項目もの詳細な個人情報）を収集・管理していたことが『週刊朝日』の報道で判明（「JAL客室乗務員監視ファイル」問題）、JALFIOと日本航空が、それぞれ謝罪した。
反会社側組合である「日本航空キャビンクルーユニオン（客室乗務員労働組合）」の193人が「勤務の個人評価など会社しか知り得ない情報が記載されている」として、JALFIOと日本航空に対し損害賠償を求めて11月、東京地方裁判所に提訴した。被告のうち日本航空は2008年2月、請求内容を認諾したためJALFIOのみが被告となった。2010年10月、原告団勝訴の判決（一人当たり1万円の賠償命令）。
更に、海外採用の外国人客室乗務員などの殆どは有期限雇用でしかも労働組合が存在しないため、これらの海外採用の社員や契約社員の労働組合結成の必要性が外国人社員のみならず、非組合員の多くから叫ばれている。しかし、会社側組合、会社ともに、海外採用の外国人社員のための労働組合結成に対して全くと言っていいほど積極的な態度を見せていないばかりか、会社側組合はその活動において、これらの海外採用の社員や契約社員の存在とその権利を事実上無視している。
さらに一部の運航乗務員組合においては、外国人の運航乗務員の機長への昇格訓練の差し止めや、新規採用の差し止めを会社側に対して要求するなど、事実上の外国人運航乗務員の締め出しを会社側に突きつけているという。
なお、2009年12月に日本航空の経営再建対策の一つとして提示された企業年金の支給減額案に対しては、JALFIO所属社員のほとんどが、経営再建を支援するためにこれに同意した。
- JAL労働組合
  - 構成員：地上社員、客室乗務員
  - 組合員数：7177人（2015年3月31日現在）[3]

### 非会社系組合

#### 職種別3組合
乗員組合や客室乗務員組合、機長組合などの職種別に分かれた自主系組合は、労働者の権利を保護するために共同歩調を取り、いわゆる「日航5労組」として活動してきた。これらの組合は「アカ組合」と呼ばれていた。
日本エアシステムの吸収合併にあたり、「日本航空ジャパン労組（旧JAS労組）」などが加わり、旧「5労組」は「8労組」と増加したが、2006年9月に「日本航空客室乗員組合」と「日本航空ジャパンキャビンクルーユニオン」が、また2010年5月に「日本航空労働組合」と「日本航空ジャパン労働組合」が、6月に「日本航空乗員組合」と「日本航空ジャパン乗員組合」が、2017年4月に「日本航空乗員組合」と「日本航空機長組合」がそれぞれ組織統一を行い、現在の3労組となった。なお、これらの自主系組合を纏める組織として「JJ労組連絡会議」がある。また、これら3労組は「航空労組連絡会」に加盟している。
自主系組合は、組合員の賃金、労働条件の向上、労働者の保護と職場の安全向上を目標としており、経営状況への配慮が低かったとの評価があり、また、同じ職種同士ですらその地位により組合が分裂、対立しており、常に同じ方向を向いていないという評価もあった。ストライキ権を盾に闘争を行ってきたことから、「日本航空の経営不振や経営破綻の原因の1つ」と言う意見もある。
外国人客室乗務員を法律上組合員にはできないにせよ、彼らの声などを、経営陣に届けてきたとの意見もある。
日本航空労働組合（当時）の小倉寛太郎は、「沈まぬ太陽」の主人公・恩地元のモデルになった人物の一人。
- 日本航空ユニオン （日本航空労働組合と日本航空ジャパン労働組合が組織統一、JALU 前身の日航労組は1951年から存在する第一組合）
  - 構成員：地上社員
  - 組合員数：472人（2015年3月31日現在）
- 日本航空乗員組合 （日本航空乗員組合と日本航空機長組合が組織統一 JFU）
  - 構成員：地上社員（元運航乗務員）・運航乗務員
  - 組合員数：1742人（2015年3月31日現在）
- 日本航空キャビンクルーユニオン （日本航空客室乗員組合と日本航空ジャパンキャビンクルーユニオンが組織統一 CCU）
  - 構成員：客室乗務員
  - 組合員数：367人（2015年3月31日現在）

#### 会社と労資協調系組合からの批判
本節は全て労資協調系組合であるJALFIOからの主張である。
日本航空の経営状況が悪化していた2008年当時でさえ、反会社側組合が、『安全のために十分に休息を取る必要性』を理由として、業務移動時のグリーン車やファーストクラス（同クラスの設定がない場合はビジネスクラス）の使用や通常出勤時のハイヤーの使用（なおこれらは同社内では管理職社員のみならず、役員でも行われていない）を要求し、実現させてきた ことに対して、「会社の経営状況を省みない非常識ともいえる要求をしている」として、乗客や株主の中からも「危機感が欠如している」、「特権意識丸出しの労働貴族そのものの非常識な要求だ」などとの批判が会社側組合からされている。個人筆頭株主の糸山英太郎は、日本航空の会社更生法以前（2007年6月）に自身のウェブサイトで「元々高賃金の日本航空が存続をかけてリストラをしている最中に、一切の賃下げを認めない労組が八つとはお客様の理解が得られない」と発言していたとされる。
さらに、2009年11月に、公的支援の前提となっていた年金債務の圧縮に不可欠な年金減額案についての賛否を現役社員とOB、OGに募った際には、自主系組合で最大の陣容を持つ日本航空キャビンクルーユニオンがこれに抵抗するように呼びかけただけでなく、一部の組合員が、業務連絡用の個人メールアドレスリストを使って他の社員に年金減額案に反対する旨の電子メールを送るなどの行為を行った上、社員のメールボックスにアジビラを配布するなどの行為を行った。さらに日本航空キャビンクルーユニオンは、「経営状況悪化の責任は経営サイドにあり、人員削減も受け入れることはできない」との趣旨の声明を当時の経営陣にぶつける など、経営再建を進める会社に対する対決姿勢を保ち続けていたという。
これらの、経営状況を考慮せずに、反会社側組合の組合員のみの要求を主張し続ける自主系組合の組合活動と、それに対する経営サイドによる分断工作などの過剰な対応は、どちらにも与しない大多数の社員や、安定しない雇用体系と安い賃金の下で冷遇されている契約社員、そして株主、顧客など社外の人々の冷笑の的になっており、自主系組合には経営状況などの内外の状況に即した現実的な対応を、経営サイドには自主系組合への柔軟な対応を求める声が多かった。
特にバブル景気崩壊後の「平成不況」時代に入社した社員や、契約制客室乗務員をはじめとする契約社員の間に、反会社側、会社側を問わず組合活動自体を嫌う傾向が強いことから、近年は組合活動自体が下火になってきていた。

### JAL経営破綻後
企業再生支援機構（以下「機構」）の主導下で、会社の経営再建に当たっていた時は、日本航空機長組合や日本航空乗員組合など、かつての「反会社側組合」が、公共交通機関が運航を行っていない深夜早朝時間帯以外の運航乗務員の出退勤時のタクシー通勤を取りやめ、電車やバスなどの使用を行う事や、給与などの待遇の削減を決定した会社側の決定を受諾したほか、新体制となった会社側との話し合いを尊重するなどの声明を発表するなど、当初は経営再建に向けた取り組みに協力的な姿勢をとった。
しかしながら、その後の2010年3月に経営再建に向けたコスト削減の一環として、伊丹空港と福岡空港に置かれていた客室乗務員拠点（基地）を閉鎖し、当該拠点で勤務していた社員を東京へ転勤させる旨の辞令を会社側が出した際には、日本航空キャビンクルーユニオンはこれに対して抗議を行う だけでなく、マスコミを集めた記者会見まで行うなど 批判的である（なお、本人の家庭事情を顧みないこのような遠隔地配転命令は公序良俗に反し無効との判例が存在する）。会社更生法適用決定1周年の2011年1月19日に解雇無効の確認を求め訴訟を提起した。
また日本航空乗員組合も、機構の主導下で会社が進める人員削減計画を「退職強要」であるとして反対し、同年11月には「退職強要」禁止の仮処分命令の申し立てを東京地方裁判所に行なっている。2010年12月末には中華民国行政院労工委員会（日本の厚生労働省に相当）が、台湾ベースの客室乗務員をも具体的に理由を示さず整理しようとしている点について懸念を表明した。国際労働機関（ILO）に対しても申し立てが行なわれ、ILOからは「日本政府に対し調停を行なった」との回答が為されている（CCUホームページ参照）。更にILOは2013年11月、日本政府に対し“乗務員の新規採用を許すなら被解雇者と復職協議を行なうべきだ”との追加勧告を措置したと発表した。
これらの動きに対し機構は、客室乗務員組合が2010年12月24・25日のストライキを予告した際には（決行はされずスト権は留保されている）、「ストが打たれた場合には再建支援はしない」との恫喝を行ない、組合活動への介入という不当労働行為に出ている。組合の申し立てを受けた東京都労働委員会は、2011年8月3日、審査の結果「発言は組合員に威嚇的効果を与え、組合の組織運営に影響を及ぼすもので、組合運営に対する介入と言わざるを得ない」と判定し、会社側に謝罪文の掲示を命令。

## 会社の経営悪化への影響についての議論
日本航空の経営が悪化していたにもかかわらず反会社側組合の経営状況を考慮しない一方的要求や、ストライキ権を盾にした過激な闘争、現場の状況を無視した労務対策を押し付ける経営サイドの対応は、結果として社員に会社・組合不信や士気低下を蔓延させることにつながった。さらに、反会社側組合においては、職務別や会社別の組合の間での水面下での対立が深刻化し、正常な経営活動の障害となった他、ストライキを恐れた会社が反会社側組合による経営状況を無視した待遇改善の要求を受け入れ続けた結果、経営を圧迫し、日本航空の経営破綻の主因の一つとなったとの指摘もある。
一方で会社側は、日米貿易摩擦解消を名目に高価なボーイング747を113機も導入したり（破綻で、多額の維持経費を要することから全て売却され現存しない）、経営不振状態にありながら「JALセールス」が、自民党の政治資金団体「国民政治協会」に上限一杯の750万円を、2007年から09年までの3年間にわたって政治献金していた事が判明している。ちなみに献金がされていた最中の08年2月には4000人の削減を打ち出した「再生中期プラン」が発表されていた。ルポライターの古川琢也、ジャーナリストの山口正紀も「破綻の原因は放漫経営にこそあり、乗員の整理解雇は従業員への責任転嫁だ」と批判している。